# Cognomina ex virtute

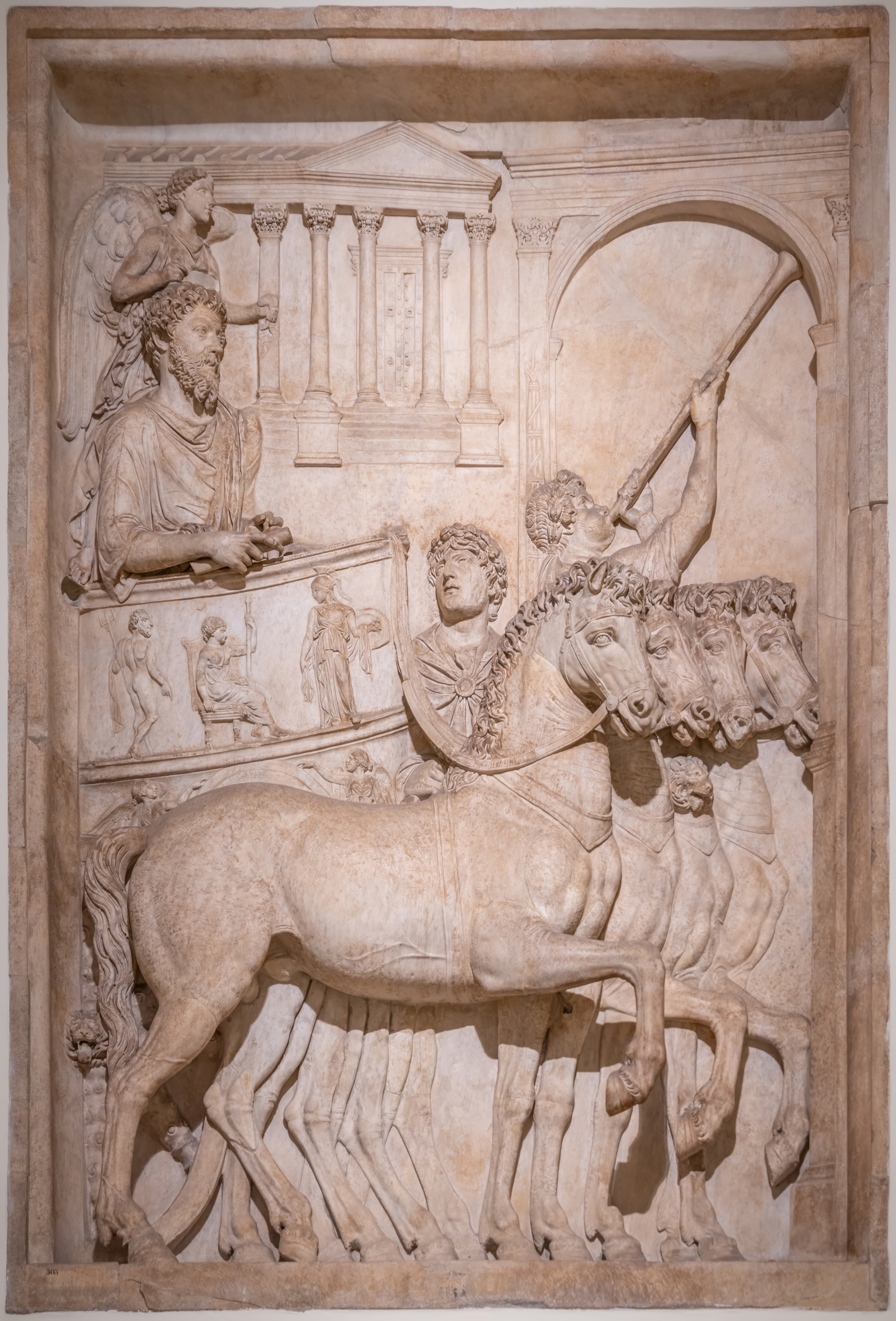
L'imperatore romano, Marco Aurelio, celebrò nel dicembre del 176 il trionfo e ricevette i cognomina ex virtute di Germanicus e Sarmaticus (vedi guerre marcomanniche).

Nell'antica Roma, i cognomina ex virtute erano degli appellativi onorifici conferiti ad un comandante (durante l'età repubblicana) o ad un imperatore romano a seguito di una vittoria militare. La tradizione continuò fino a Giustiniano I (imperatore romano dal 527 al 565). Si trattava per lo più di aggettivi sostantivati, derivati dal nome di una popolazione o di una regione vinta o sottomessa, che nell'onomastica latina andavano a porsi in funzione di cognomen. Se la vittoria conseguita era decisiva, era possibile aggiungere il termine "Maximus". Tali cognomina, durante l'impero, potevano tuttavia essere tratti anche da aggettivi che caratterizzavano il buongoverno di un principe, come ad esempio Pius, Felix, ecc.

## Età repubblicana
| Console repubblicano              | titolo onorifico | anno/i         | monetazione repubblicana | Guerre/battaglie                            |
| --------------------------------- | ---------------- | -------------- | ------------------------ | ------------------------------------------- |
| Aulo Postumio Albo Regillense     | Regillensis      | 499 o 496 a.C. |                          | battaglia del Lago Regillo                  |
| Publio Cornelio Scipione          | Africanus        | 201 a.C.       |                          | Seconda guerra punica/Zama                  |
| Lucio Cornelio Scipione           | Asiaticus        | 190 a.C.       |                          | contro Antioco/Magnesia                     |
| Lucio Emilio Paolo                | Macedonicus      | 168 a.C.       |                          | terza guerra macedonica/Pidna               |
| Quinto Cecilio Metello            | Macedonicus      | 146 a.C.       |                          | Quarta guerra macedonica                    |
| Publio Cornelio Scipione Emiliano | Africanus minor  | 146 a.C.       |                          | Terza guerra punica                         |
| Decimo Giunio Bruto               | Callaicus        | 136 a.C.       |                          | Galleci                                     |
| Quinto Fabio Massimo              | Allobrogicus     | 121 a.C.       |                          | Allobrogi/guerra 125-121 a.C.               |
| Quinto Cecilio Metello            | Balearicus       | 121 a.C.       |                          | isole Baleari                               |
| Lucio Cecilio Metello             | Dalmaticus       | 118 a.C.       |                          | guerra 118 a.C.                             |
| Quinto Cecilio Metello            | Numidicus        | 106 a.C.       |                          | Guerre contro Giugurta                      |
| Gneo Pompeo                       | Magnus           | 80 a.C.        |                          | guerra contro i mariani in Sicilia e Africa |
| Publio Servilio Vatia             | Isauricus        | 75 a.C.        |                          | Isauri                                      |
| Quinto Cecilio Metello            | Creticus         | 66/65 a.C.     |                          | guerra piratica                             |
| Gneo Pompeo                       | Magnus           | 61 a.C.        |                          | Terza guerra mitridatica                    |
| Gaio Asinio Pollione              | Delmaticus       | 39 a.C.        |                          | guerra dalmatica                            |

## Età imperiale
Tema principale di questi cognomina era certamente quello della Vittoria. I principes si sforzavano di convincere i loro sudditi che la sola loro presenza sul fronte della battaglia, fosse sufficiente a garantire il successo finale dell'azione militare. Essi si facevano così acclamare dalle truppe schierate, Imperator, nell'antico significato repubblicano di generale dell'armata vittoriosa. A partire poi dal 19 a.C., gli onori del trionfo, che in epoca repubblicana spettavano al generale che aveva sconfitto le armate nemiche, furono attribuiti allo stesso Imperatore, anche senza che lo stesso fosse stato presente allo scontro direttamente. Si credeva che la potenza divina del Princeps (il suo numen), fosse più che sufficiente ad ispirare il generale sul campo di battaglia e portarlo alla vittoria.
Il primo che ricevette un cognomen la cui tematica era la vittoria su popolazioni straniere, apparteneva alla dinastia giulio-claudia, ed era il figlio del conquistatore della Germania Magna, Druso maggiore. Si trattava di quel Germanicus che Tiberio aveva designato a succedergli, ma che morì prematuramente nel 19. Il primo Imperatore, però, che diede a sé stesso un soprannome evocante una vittoria trionfale del genere, fu invece Caligola, in ricordo delle imprese paterne. Anch'egli assunse l'appellativo di Germanicus.

### Adiabenicus
| Imperatore romano        | titolo onorifico    | anno/i        | monetazione imperiale | Guerra         |
| ------------------------ | ------------------- | ------------- | --------------------- | -------------- |
| Settimio Severo          | Adiabenicus         | 195           | [ 18 ]                | guerra 195-198 |
| Caracalla                | Adiabenicus Maximus | 211           |                       |                |
| Filippo l'Arabo ?        | Adiabenicus ?       | 244           |                       |                |
| Aureliano                | Adiabenicus         | 271-272?      |                       |                |
| Diocleziano e Massimiano | Adiabenicus Maximus | 298           |                       | guerra 296-298 |
| Galerio e Costanzo Cloro | Adiabenicus Maximus | 298           |                       | guerra 296-298 |
| Costantino I             | Adiabenicus maximus | prima del 315 |                       |                |
| Costanzo II              | Adiabenicus Maximus | 343           |                       |                |

### Africanus
| Imperatore romano        | titolo onorifico | anno/i      | monetazione imperiale | Guerra                         |
| ------------------------ | ---------------- | ----------- | --------------------- | ------------------------------ |
| Gordiano I e Gordiano II | Africanus        | nel 238     | [ 25 ]                | rivolta contro Massimino Trace |
| Giustiniano I            | Africanus        | dopo il 534 |                       |                                |

### Alamannicus maximus
| Imperatore romano                  | titolo onorifico               | anno/i | monetazione imperiale | Guerra                                   |
| ---------------------------------- | ------------------------------ | ------ | --------------------- | ---------------------------------------- |
| Caracalla                          | Alamannicus                    | 213    |                       | guerra 213                               |
| Costantino II                      | Alamannicus maximus            | 328    | [ 31 ]                | guerra 324-328                           |
| Costanzo II                        | Germanicus Alamannicus maximus | 354    |                       | campagna di Costanzo contro gli Alamanni |
| Giuliano                           | Alamannicus maximus            | 357    |                       | Argentoratae 357                         |
| Valentiniano I, Valente e Graziano | Alamannicus maximus            | 366    |                       |                                          |
| Giustiniano I                      | Alamannicus maximus            | 527    |                       |                                          |

### Alanicus
| Imperatore romano | titolo onorifico | anno/i | monetazione imperiale | Guerra         |
| ----------------- | ---------------- | ------ | --------------------- | -------------- |
| Giustiniano I     | Alanicus         | 527    |                       | guerra 526-532 |

### Arabicus
| Imperatore romano | titolo onorifico | anno/i        | monetazione imperiale | Guerra         |
| ----------------- | ---------------- | ------------- | --------------------- | -------------- |
| Settimio Severo   | Arabicus         | 195           | [ 18 ]                | guerra 195-198 |
| Caracalla         | Arabicus Maximus | 211           |                       |                |
| Aureliano         | Arabicus         | 272           |                       |                |
| Costantino I      | Arabicus         | tra 316 e 319 |                       |                |

### Armeniacus
| Imperatore romano        | titolo onorifico              | anno/i        | monetazione imperiale | Guerra         |
| ------------------------ | ----------------------------- | ------------- | --------------------- | -------------- |
| Traiano                  | Armenia redacta in potestatem | 114           | [ 41 ]                | guerra 114-117 |
| Lucio Vero               | Armeniacus                    | 163           | [ 44 ]                | guerra 162-166 |
| Marco Aurelio            | Armeniacus                    | 164           | [ 47 ] [ 48 ]         | guerra 162-166 |
| Aureliano                | Armeniacus                    | 272?          |                       |                |
| Diocleziano e Massimiano | Armeniacus Maximus            | 298           |                       | guerra 296-298 |
| Galerio e Costanzo Cloro | Armeniacus Maximus            | 298           |                       | guerra 296-298 |
| Costantino I             | Armeniacus maximus            | tra 315 e 319 |                       |                |

### Britannicus
| Imperatore romano        | titolo onorifico    | anno/i                 | monetazione imperiale | Guerra |
| ------------------------ | ------------------- | ---------------------- | --------------------- | --- |
| Claudio                  | Britannicus         | 44                     | [ 50 ]                | guerra 43-53                                                                                               |
| Antonino Pio             | Britannicus (?)     | 142                    | [ 51 ]                | guerra 139-143                                                                                             |
| Commodo                  | Britannicus         | fine del 184           | [ 55 ] [ 56 ] [ 57 ]  | |
| Settimio Severo          | Britannicus Maximus | 209 o 210              | [ 60 ] [ 61 ]         | guerra 208/9-211                                                                                           |
| Caracalla                | Britannicus Maximus | 209 o 210              | [ 63 ]                | guerra 208/9-211                                                                                           |
| Aureliano                | Britannicus maximus | 270-275                |                       | |
| Carino                   | Britannicus Maximus | 284                    |                       | |
| Numeriano                | Britannicus Maximus | 284                    |                       | |
| Diocleziano e Massimiano | Britannicus Maximus | 297                    |                       | campagna di Costanzo contro l'usurpatore Alletto                                                           |
| Galerio e Costanzo Cloro | Britannicus Maximus | 297 (I) e 304/306 (II) |                       | (I): campagna di Costanzo contro l'usurpatore Alletto; (II): campagna sconosciuta di Costanzo in Britannia |
| Costantino I             | Britannicus maximus | prima del 315          |                       | |
| Licinio                  | Britannicus maximus | prima del 315          |                       | |
| Magno Massimo            | Britannicus maximus | 383-388                |                       | |

### Carpicus
| Imperatore romano        | titolo onorifico | anno/i                                                                            | monetazione imperiale | Guerra                                                                                |
| ------------------------ | ---------------- | --------------------------------------------------------------------------------- | --------------------- | ------------------------------------------------------------------------------------- |
| Filippo l'Arabo          | Carpicus         | 245 circa                                                                         | [ 71 ]                | Guerra 245                                                                            |
| Aureliano                | Carpicus Maximus | 273                                                                               |                       | Guerra 273                                                                            |
| Diocleziano e Massimiano | Carpicus Maximus | nel 297 (I) e quattro iterazioni assunte nel periodo 301-304 (V)                  |                       | (I): Guerra 297; (II, III, IV, V): campagne sconosciute di Galerio contro i Carpi     |
| Costanzo Cloro           | Carpicus Maximus | nel 297 (I) e quattro iterazioni assunte nel periodo 301-304 (V)                  |                       | (I): Guerra 297; (II, III, IV, V): campagne sconosciute di Galerio contro i Carpi     |
| Galerio                  | Carpicus Maximus | nel 297 (I), quattro iterazioni assunte nel periodo 301-304 (V), nel 306-311 (VI) |                       | (I): Guerra 297; (II, III, IV, V, VI): campagne sconosciute di Galerio contro i Carpi |

### Dacicus
| Imperatore romano | titolo onorifico                      | anno/i            | monetazione imperiale | Guerra         |
| ----------------- | ------------------------------------- | ----------------- | --------------------- | -------------- |
| Traiano           | Dacicus                               | 102               | [ 77 ] [ 78 ] [ 79 ]  | Guerra 101-106 |
| Antonino Pio?     | Dacicus?                              | 156/157           |                       |                |
| Massimino Trace   | Dacicus Maximus                       | 236/7             |                       | guerra 236/7   |
| Decio             | Dacicus Maximus e Restitutor Daciarum | 250               | [ 87 ]                | Guerra 250     |
| Gallieno          | Dacicus Maximus                       | fine 256-inizi257 |                       | Guerra 256     |
| Aureliano         | Dacicus Maximus                       | 272               |                       | Guerra 272     |
| Costantino I      | Dacicus Maximus                       | 336               |                       | guerra 336     |

### Francicus
| Imperatore romano                  | titolo onorifico  | anno/i  | monetazione imperiale | Guerra       |
| ---------------------------------- | ----------------- | ------- | --------------------- | ------------ |
| Probo                              | Francicus         | 277/278 |                       | guerra 277/8 |
| Giuliano                           | Francicus         | 358     |                       |              |
| Valentiniano I, Valente e Graziano | Francicus maximus | 367     |                       |              |
| Giustiniano I                      | Francicus         | 527     |                       |              |

### Germanicus
| Imperatore romano                                                   | titolo onorifico                                       | anno/i                                                                                 | monetazione imperiale           | Guerra |
| ------------------------------------------------------------------- | ------------------------------------------------------ | -------------------------------------------------------------------------------------- | ------------------------------- | --- |
| Gaio Giulio Cesare Claudiano Germanico (erede designato di Tiberio) | Germanicus                                             | 14-16                                                                                  | [ 94 ] [ 94 ]                   | guerra 14-16 |
| Caligola                                                            | Germanicus (in ricordo del padre, Germanico)           |                                                                                        |                                 | |
| Claudio                                                             | Germanicus (in ricordo del fratello, Germanico)        | dal 4?                                                                                 | [ 50 ]                          | |
| Nerone                                                              | Germanicus                                             | 50 (all'adozione)                                                                      | [ 97 ]                          | |
| Vitellio                                                            | Germanicus                                             | 69                                                                                     | [ 99 ]                          | Rivolta batava 69-70 |
| Domiziano                                                           | Germanicus                                             | tardo 83                                                                               | [ 101 ]                         | guerra 83-85 |
| Nerva                                                               | Germanicus                                             | ottobre 97                                                                             |                                 | guerra 89-97 |
| Traiano                                                             | Germanicus                                             | ottobre 97                                                                             | [ 104 ]                         | guerra 89-97 |
| Antonino Pio                                                        | Germanicus                                             | 140/144 o nel 150 (?)                                                                  |                                 | |
| Marco Aurelio                                                       | Germanicus e la Germania subacta (Germania sottomessa) | 15 ottobre 172                                                                         | [ 109 ] [ 110 ] [ 111 ]         | guerra 166/7-180 |
| Marco Aurelio                                                       | Germanicus maximus                                     | fine 178/metà 179                                                                      |                                 | guerra 166/7-180 |
| Commodo                                                             | Germanicus                                             | 15 ottobre 172                                                                         | [ 115 ]                         | guerra 166/7-180 |
| Commodo                                                             | Germanicus Maximus                                     | metà 182                                                                               |                                 | guerra 180-188 |
| Caracalla                                                           | Germanicus Maximus (due volte)                         | tra 200 e 208; e il 6 ottobre 213                                                      | [ 124 ] [ 125 ] [ 126 ] [ 127 ] | guerra 213 |
| Massimino Trace                                                     | Germanicus Maximus                                     | 235                                                                                    | [ 129 ] [ 130 ]                 | guerra 235 |
| Filippo l'Arabo                                                     | Germanicus Maximus                                     | 245 circa                                                                              |                                 | guerra 245 |
| Decio                                                               | Germanicus Maximus                                     | 250                                                                                    |                                 | guerra 250 |
| Valeriano                                                           | Germanicus Maximus                                     | 254                                                                                    | [ 133 ]                         | guerra 254 |
| Gallieno                                                            | Germanicus e Restitutor Galliarum                      | 254                                                                                    |                                 | guerra 254 |
| Gallieno                                                            | Germanicus Maximus                                     | 255 due volte nel 257 e nel 258                                                        | [ 137 ]                         | guerra 255-258 |
| Postumo                                                             | Germanicus maximus                                     | 261                                                                                    | [ 139 ]                         | guerra 261 |
| Claudio il Gotico                                                   | Germanicus Maximus                                     | inizi del 269                                                                          | [ 141 ]                         | guerra 268 |
| Aureliano                                                           | Germanicus Maximus                                     | 270/271                                                                                |                                 | guerra 270-271 |
| Probo                                                               | Germanicus Maximus                                     | 278                                                                                    | [ 144 ] [ 145 ]                 | guerra 278 |
| Caro                                                                | Germanicus Maximus                                     | 283                                                                                    |                                 | guerra 283 |
| Numeriano                                                           | Germanicus Maximus                                     | 283                                                                                    |                                 | guerra 283 |
| Carino                                                              | Germanicus Maximus                                     | 283                                                                                    |                                 | guerra 283 |
| Diocleziano                                                         | Germanicus Maximus                                     | nel 285 (I), nel 286 (II), nel 287 (III), nel 288 (IV), nel 293 (V) e nel 298/299 (VI) |                                 | (I): campagna di Diocleziano contro Quadi e Marcomanni; (II): campagna di Massimiano contro Alamanni, Burgundi, Caiboni ed Eruli; (III): spedizione transrenana di Massimiano; (IV): campagna di Diocleziano in Rezia; (V): campagna di Costanzo in Batavia; (VI) vittoria di Costanzo presso Lingones |
| Massimiano                                                          | Germanicus Maximus                                     | nel 286 (I), nel 287 (II), nel 288 (III), nel 293 (IV) e nel 298/299 (V)               |                                 | (I): campagna di Massimiano contro Alamanni, Burgundi, Caiboni ed Eruli; (II): spedizione transrenana di Massimiano; (III): campagna di Diocleziano in Rezia; (IV): campagna di Costanzo in Batavia; (V) vittoria di Costanzo presso Lingones                                                          |
| Galerio e Costanzo Cloro                                            | Germanicus Maximus                                     | nel 293 (I), nel 298/299 (II), tre iterazioni assunte nel periodo 301/306 (V)          |                                 | (I): campagna di Costanzo in Batavia; (II): vittoria di Costanzo presso Lingones; (III, IV, V): campagne sconosciute di Costanzo contro le genti germaniche |
| Licinio                                                             | Germanicus Maximus                                     |                                                                                        |                                 | |
| Costantino I                                                        | Germanicus Maximus                                     | nel 307, nel 308, nel 313, nel 328-329                                                 |                                 | guerra 306-336 |
| Costantino II                                                       | Germanicus Maximus                                     | 337-340                                                                                |                                 | |
| Costanzo II                                                         | Germanicus Maximus                                     | 358                                                                                    |                                 | vittoria del magister peditum Silvano sui Germani |
| Giuliano                                                            | Germanicus Maximus                                     | 356                                                                                    |                                 | campagna contro gli Alamanni e i Franchi in collaborazione con il magister equitum et peditum Marcello |
| Valentiniano I, Valente e Graziano                                  | Germanicus maximus                                     | 364-365                                                                                |                                 | |
| Giustiniano I                                                       | Germanicus maximus                                     |                                                                                        |                                 | |

### Gothicus Maximus
| Imperatore romano                  | titolo onorifico | anno/i              | monetazione imperiale | Guerra                                   |
| ---------------------------------- | ---------------- | ------------------- | --------------------- | ---------------------------------------- |
| Caracalla                          | Gothicus         | 215                 |                       | guerra 215                               |
| Claudio il Gotico                  | Gothicus Maximus | 269                 | [ 158 ]               | guerra 269                               |
| Aureliano                          | Gothicus Maximus | 271/272             |                       | guerra 271/272                           |
| Marco Claudio Tacito               | Gothicus Maximus | 276                 | [ 161 ]               | guerra 276                               |
| Probo                              | Gothicus Maximus | 277                 |                       | guerra 277                               |
| Diocleziano e Massimiano           | Gothicus Maximus | 293/294             |                       | campagna gotico-sarmatica di Diocleziano |
| Galerio e Costanzo Cloro           | Gothicus Maximus | 293/294             |                       | campagna gotico-sarmatica di Diocleziano |
| Costantino I                       | Gothicus Maximus | nel 328 o 329 e 332 |                       | guerra 328-329                           |
| Costanzo II                        | Gothicus Maximus | 338/354             |                       |                                          |
| Valentiniano I, Valente e Graziano | Gothicus maximus | 369                 |                       |                                          |
| Giustiniano I                      | Gothicus Maximus | 527                 |                       |                                          |

### Medicus
| Imperatore romano        | titolo onorifico  | anno/i        | monetazione imperiale | Guerra         |
| ------------------------ | ----------------- | ------------- | --------------------- | -------------- |
| Lucio Vero               | Medicus           | 166           |                       | guerra 162-166 |
| Marco Aurelio            | Medicus           | 166           |                       | guerra 162-166 |
| Probo ?                  | Medicus Maximus ? | 279           |                       |                |
| Diocleziano e Massimiano | Medicus Maximus   | 298           |                       | guerra 296-298 |
| Galerio e Costanzo Cloro | Medicus Maximus   | 298           |                       | guerra 296-298 |
| Costantino I             | Medicus maximus   | prima del 315 |                       |                |

### Palmyrenicus Maximus
| Imperatore romano | titolo onorifico   | anno/i | monetazione imperiale | Guerra         |
| ----------------- | ------------------ | ------ | --------------------- | -------------- |
| Odenato           | Palmyrenicus       | 263?   |                       | guerra 260-263 |
| Aureliano         | Palmyrenus Maximus | 272    | [ 167 ] [ 168 ]       | guerra 272-273 |

### Parthicus
| Imperatore romano        | titolo onorifico      | anno/i           | monetazione imperiale | Guerra         |
| ------------------------ | --------------------- | ---------------- | --------------------- | -------------- |
| Traiano                  | Parthicus             | 116              | [ 170 ]               | guerra 114-117 |
| Lucio Vero               | Parthicus Maximus     | 165              | [ 173 ]               | guerra 162-166 |
| Marco Aurelio            | Parthicus Maximus     | 166              | [ 174 ] [ 175 ]       | guerra 162-166 |
| Settimio Severo          | Parthicus Maximus     | 198              | [ 177 ]               | guerra 195-198 |
| Caracalla                | Parthicus Maximus     | 198 con il padre | [ 179 ] [ 180 ]       |                |
| Alessandro Severo        | Parthicus maximus     | 232              |                       | guerra 232     |
| Filippo l'Arabo          | Parthicus Maximus     | 244              |                       |                |
| Decio Traiano            | Parthicus Maximus     | 250              |                       |                |
| Valeriano                | Parthicus maximus (?) | 257/258          |                       | guerra 254-260 |
| Gallieno                 | Parthicus maximus     | 262/263?         |                       | guerra 260-263 |
| Claudio il Gotico        | Parthicus Maximus     | 270              |                       |                |
| Aureliano                | Parthicus             | 272/273          |                       |                |
| Probo                    | Parthicus             | 279              |                       |                |
| Caro                     | Parthicus             | 283-284          | [ 191 ]               | guerra 283-284 |
| Diocleziano e Massimiano | Parthicus Maximus     | 298              |                       | guerra 296-298 |

### Persicus
| Imperatore romano        | titolo onorifico | anno/i                                           | monetazione imperiale | Guerra |
| ------------------------ | ---------------- | ------------------------------------------------ | --------------------- | --- |
| Alessandro Severo        | Persicus         | 232                                              | [ 194 ] [ 195 ]       | guerra 232 |
| Filippo l'Arabo          | Persicus maximus | 244                                              | [ 197 ]               | |
| Gallieno                 | Persicus maximus | 264-265?                                         |                       | guerra 264-265 |
| Aureliano                | Persicus maximus | 272/273                                          |                       | |
| Probo                    | Persicus maximus | 279                                              |                       | |
| Caro, Carino e Numeriano | Persicus maximus | 283                                              |                       | guerra 283-284 |
| Diocleziano e Massimiano | Persicus Maximus | nel 290 (I) e nel 298 (II)                       |                       | (I): spedizione contro i Saraceni di Diocleziano; (II): guerra 296-298                                                             |
| Costanzo Cloro           | Persicus Maximus | nel 298 (I) e nel 304/306 (II)                   |                       | (I): spedizione contro i Saraceni di Diocleziano; (II): guerra 296-298                                                             |
| Galerio                  | Persicus maximus | nel 298 (I) nel 304/306 (II) e nel 306/311 (III) |                       | (I): spedizione contro i Saraceni di Dicoleziano; (II): guerra 296-298; (III): spedizione sconosciuta di Massimino Daia in Oriente |
| Massimino Daia           | Persicus maximus | 306/311                                          |                       | spedizione sconosciuta di Massimino Daia in Oriente                                                                                |
| Costantino I             | Persicus maximus | 306/311                                          |                       | spedizione sconosciuta di Massimino Daia in Oriente                                                                                |
| Costanzo II              | Persicus maximus | 338                                              |                       | |

### Restitutor orbisoConservator orbis
| Imperatore romano                                                                            | titolo onorifico                         | anno/i    | monetazione imperiale | Guerra                |
| -------------------------------------------------------------------------------------------- | ---------------------------------------- | --------- | --------------------- | --------------------- |
| Valeriano                                                                                    | Restitutor orbis                         | 253-260   |                       |                       |
| Aureliano                                                                                    | Restitutor orbis                         | 274       | [ 205 ]               |                       |
| Marco Claudio Tacito                                                                         | Restitutor orbis                         | 276       |                       |                       |
| Diocleziano e Massimiano                                                                     | Restitutores orbis o Conservatores orbis | 286 e 293 | [ 208 ]               |                       |
| Costantino I e Licinio (Augusti); Crispo, Costantino II e Valerio Liciniano Licinio (Cesari) | Restitutores orbis                       | 317       |                       | guerra civile 306-324 |
| Costantino I                                                                                 | Restitutor orbis                         | 324       |                       | guerra civile 306-324 |

### Sarmaticus
| Imperatore romano        | titolo onorifico                    | anno/i                                                          | monetazione imperiale   | Guerra                                                                                  |
| ------------------------ | ----------------------------------- | --------------------------------------------------------------- | ----------------------- | --------------------------------------------------------------------------------------- |
| Marco Aurelio            | Sarmaticus e Sarmaticus maximus (?) | primavera 175                                                   | [ 110 ] [ 212 ] [ 213 ] | guerra 166/7-180                                                                        |
| Commodo                  | Sarmaticus                          | primavera 175                                                   | [ 115 ]                 | guerra 166/7-180                                                                        |
| Commodo                  | Sarmaticus maximus                  | metà 182                                                        |                         | guerra 180-188                                                                          |
| Caracalla                | Sarmaticus maximus                  | tra 200 e 208                                                   |                         |                                                                                         |
| Massimino il Trace       | Sarmaticus maximus                  | 237                                                             |                         | guerra 237                                                                              |
| Aureliano                | Sarmaticus maximus                  | 270?                                                            |                         | guerra 270                                                                              |
| Probo                    | Sarmaticus                          | 282?                                                            |                         | guerra 282?                                                                             |
| Diocleziano e Massimiano | Sarmaticus maximus                  | nel 289 (I), nel 292 (II), nel 294 (III) e nel 299 (IV)         | [ 221 ] [ 222 ]         | (I, II, III, IV): guerra 289-300                                                        |
| Costanzo Cloro           | Sarmaticus maximus                  | nel 294 (I), nel 299 (II) e nel 301-306 (III)                   | [ 224 ]                 | (I, II): guerra 289-300; (III): campagna sconosciuta di Galerio contro i Sarmati        |
| Galerio                  | Sarmaticus maximus                  | nel 294 (I), nel 299 (II), nel 301/306 (III) e nel 306/311 (IV) | [ 225 ]                 | (I, II): guerra 289-300; (III, IV): campagne sconosciute di Galerio contro i Sarmati    |
| Licinio                  | Sarmaticus maximus                  | 310 (?)                                                         |                         |                                                                                         |
| Costantino I             | Sarmaticus maximus                  | tra 317 e 319 nel 323 e nel 334                                 | [ 230 ] [ 231 ]         | guerra 322-334                                                                          |
| Costante I               | Sarmaticus maximus                  | 338                                                             |                         |                                                                                         |
| Costanzo II              | Sarmaticus maximus                  | nel 338 (I) e nel 358 (II)                                      |                         | (I): campagna di Costanzo contro i Sarmati; (II): campagna di Costanzo contro i Sarmati |
| Giuliano                 | Sarmaticus maximus                  | 358                                                             |                         | campagna di Costanzo contro i Sarmati                                                   |
| Graziano                 | Sarmaticus maximus                  | 378                                                             |                         |                                                                                         |

### Vandalicus
| Imperatore romano | titolo onorifico | anno/i | monetazione imperiale | Guerra |
| ----------------- | ---------------- | ------ | --------------------- | ------ |
| Giustiniano I     | Vandalicus       | 534    |                       |        |

### Victor ac Triumphator
| Imperatore romano            | titolo onorifico                   | anno/i   | monetazione imperiale | Guerra                    |
| ---------------------------- | ---------------------------------- | -------- | --------------------- | ------------------------- |
| Tiberio (?)                  | Victor ac Triumphator (?)          | 14-37    |                       |                           |
| Caro                         | Victor ac Triumphator              | 283      |                       | guerra 283                |
| Costantino I                 | Victor ac Triumphator              | 315      |                       | battaglia di Ponte Milvio |
| Costantino II                | Victor ac Triumphator              | ante 337 |                       |                           |
| Costante I                   | Victor ac Triumphator              | 340      |                       |                           |
| Costanzo II                  | Victor maximus Triumfator aeternus | ante 337 |                       |                           |
| Flavio Claudio Giuliano      | Victor ac Triumphator              | 362      |                       |                           |
| Valentiniano I               | Victor ac Triumphator              | 375 (?)  |                       |                           |
| Valente                      | Victor ac Triumphator              | 375 (?)  |                       |                           |
| Graziano                     | Victor ac Triumphator              | 375-378  |                       |                           |
| Magno Massimo                | Victor ac Triumphator              | 383-388  |                       |                           |
| Valentiniano II e Teodosio I | Victores ac Triumphatores          | 378-392  |                       |                           |
| Teodosio I e Onorio          | Victores ac Triumphatores          | 393-395  |                       |                           |